# Посёлок имени Кравченко
и́мени Кра́вченко — посёлок в Партизанском районе Красноярского края в составе Вершино-Рыбинского сельсовета. Назван в честь Кравченко Александра Диомидовича, одного из руководителей советского партизанского движения в Сибири в годы Гражданской войны.

## География
Находится примерно в 21 километре по прямой на юг-юго-запад от районного центра села Партизанское.

## Климат
Климат умеренно холодный, континентальный. Вегетационный период продолжается, в среднем, 135 дней-148 дней, а безморозный в среднем 96 дней, с колебаниями в отдельные годы от 105 до 79 дней. Устойчивый снежный покров лежит более пяти месяцев (в среднем с первой декады ноября до конца апреля). Средняя высота снежного покрова под пологом составляет 56 см, на открытых участках — 19 см. Среднегодовое количество осадков 375 мм. Средняя температура воздуха за год −0,9°С.

## Население
Постоянное население составляло 98 человек в 2002 году (89 % русские), 69 в 2010.

## Инфраструктура
Станция Кравченко железнодорожной линии Абакан-Тайшет. В последние годы построен железнодорожный тупик для погрузки и отправки каменного угля, добытого с Ивановского месторождения.